# Anton Jurjewitsch Mersljutin
Anton Jurjewitsch Mersljutin (russisch Антон Юрьевич Мерзлютин; * 31. Mai 1987 in Achtubinsk) ist ein ehemaliger russischer Handballspieler.
Der 1,85 Meter große und 78 Kilogramm schwere linke Außenspieler stand seit 2006 bei Sarja Kaspija Astrachan unter Vertrag. Mit diesem Verein spielte er in den Spielzeiten 2006/07, 2008/09 und 2009/10 im EHF-Pokal, 2007/08 in der EHF Champions League und 2007/08 im Europapokal der Pokalsieger. Bis 2017 spielte er für SGAU-Saratow.
Anton Mersljutin stand im erweiterten Aufgebot der russischen Nationalmannschaft für die Handball-Europameisterschaft 2010.